# Bourg-de-Bigorre
Bourg-de-Bigorre est une commune française située dans le centre du département des Hautes-Pyrénées, en région Occitanie. Sur le plan historique et culturel, la commune est dans la région des Baronnies, dont le nom est issu d’une légende selon laquelle quatre seigneurs du Moyen Âge avaient pour habitude de festoyer ensemble aux sources de l’Arros, chacun d’eux gardant un pied sur sa terre et l’autre sur celle du voisin.
Exposée à un climat océanique altéré, elle est drainée par l'Arros, l'Esqueda, le ruisseau Bidaudos et par divers autres petits cours d'eau. La commune possède un patrimoine naturel remarquable composé de deux zones naturelles d'intérêt écologique, faunistique et floristique.
Bourg-de-Bigorre est une commune rurale qui compte 196 habitants en 2022, après avoir connu un pic de population de 801 habitants en 1831..
Ses habitants sont appelés les Bourgeais.

## Géographie

### Localisation

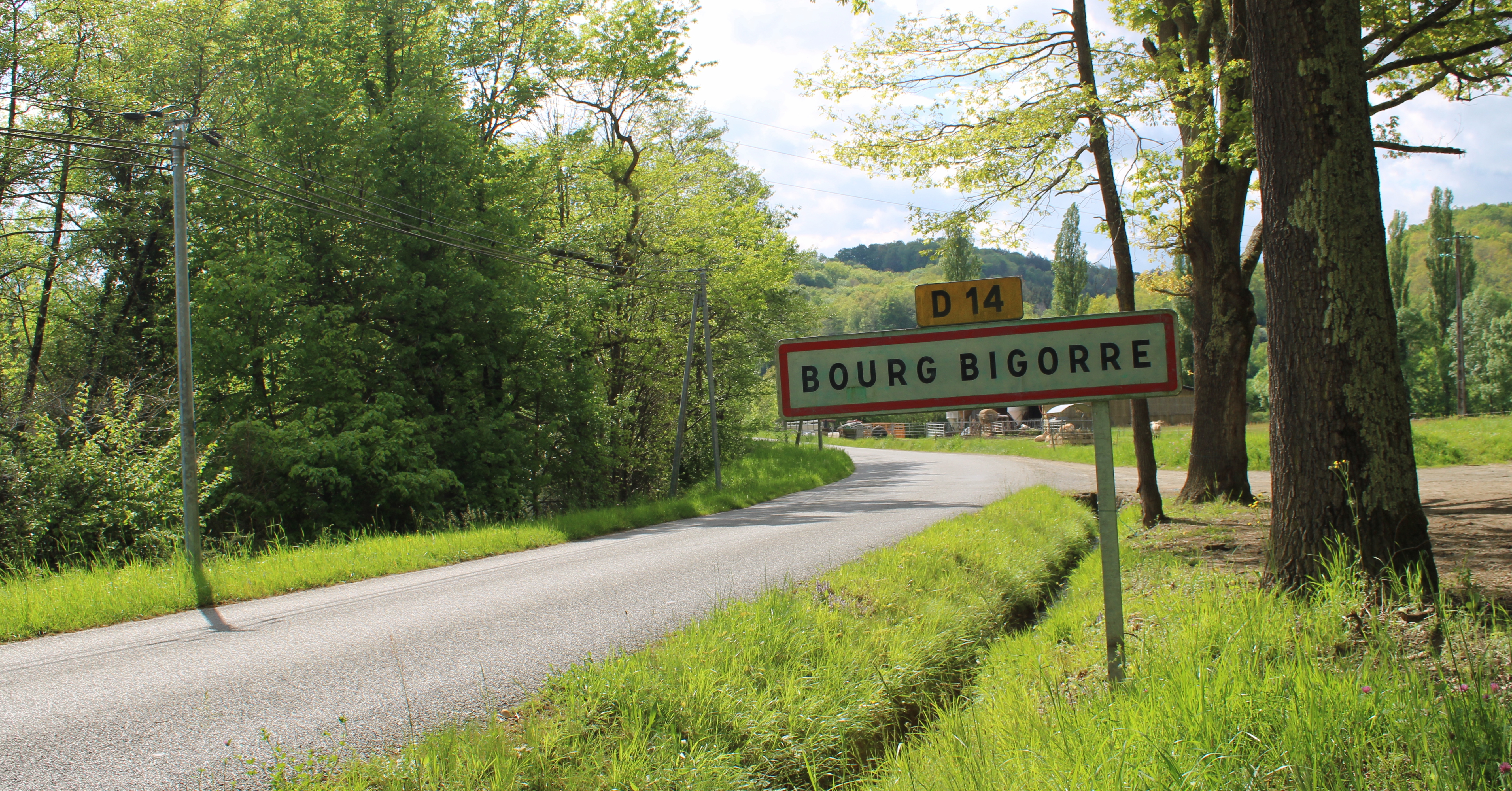
Entrée de la commune.

La commune de Bourg-de-Bigorre se trouve dans le département des Hautes-Pyrénées, en région Occitanie.
Sur le plan historique et culturel, Bourg-de-Bigorre fait partie de la région des Baronnies, dont le nom est issu d’une légende selon laquelle quatre seigneurs du Moyen Âge (les barrons d’Esparros et de Lomné, le vicomte d’Asté et le sire d’Uzer) avaient pour habitude de festoyer ensemble aux sources de l’Arros, chacun d’eux gardant un pied sur sa terre et l’autre sur celle du voisin.
Elle se situe à 22 km à vol d'oiseau de Tarbes, préfecture du département, à 9 km de Bagnères-de-Bigorre, sous-préfecture, et à 10 km de Tournay, bureau centralisateur du canton de la Vallée de l'Arros et des Baïses dont dépend la commune depuis 2015 pour les élections départementales.
La commune fait en outre partie du bassin de vie de Lannemezan.
Les communes les plus proches sont : 
Bonnemazon (1,6 km), Benqué (1,9 km), Espieilh (2,1 km), Sarlabous (2,1 km), Molère (3,1 km), Mauvezin (3,3 km), Escots (3,4 km), Esconnets (3,5 km).
| Castillon           | Bonnemazon       | Benqué-Molère |
| Bettes              | Bourg-de-Bigorre | Sarlabous     |
| Espieilh, Esconnets | Escots           |               |

### Hydrographie
La commune est dans le bassin de l'Adour, au sein du bassin hydrographique Adour-Garonne. Elle est drainée par l'Arros, le Esqueda, le ruisseau Bibaudos et par divers petits cours d'eau, constituant un réseau hydrographique de 15 km de longueur totale,.
L'Arros, d'une longueur totale de 130,8 km, prend sa source dans la commune d'Esparros et s'écoule du sud vers le nord. Il traverse la commune et se jette dans l'Adour à Izotges, après avoir traversé 54 communes.
Le Esqueda, d'une longueur totale de 10,7 km, prend sa source dans la commune de Banios et s'écoule du sud vers le nord. Il traverse la commune et se jette dans l'Arros à Antin, après avoir traversé 7 communes.

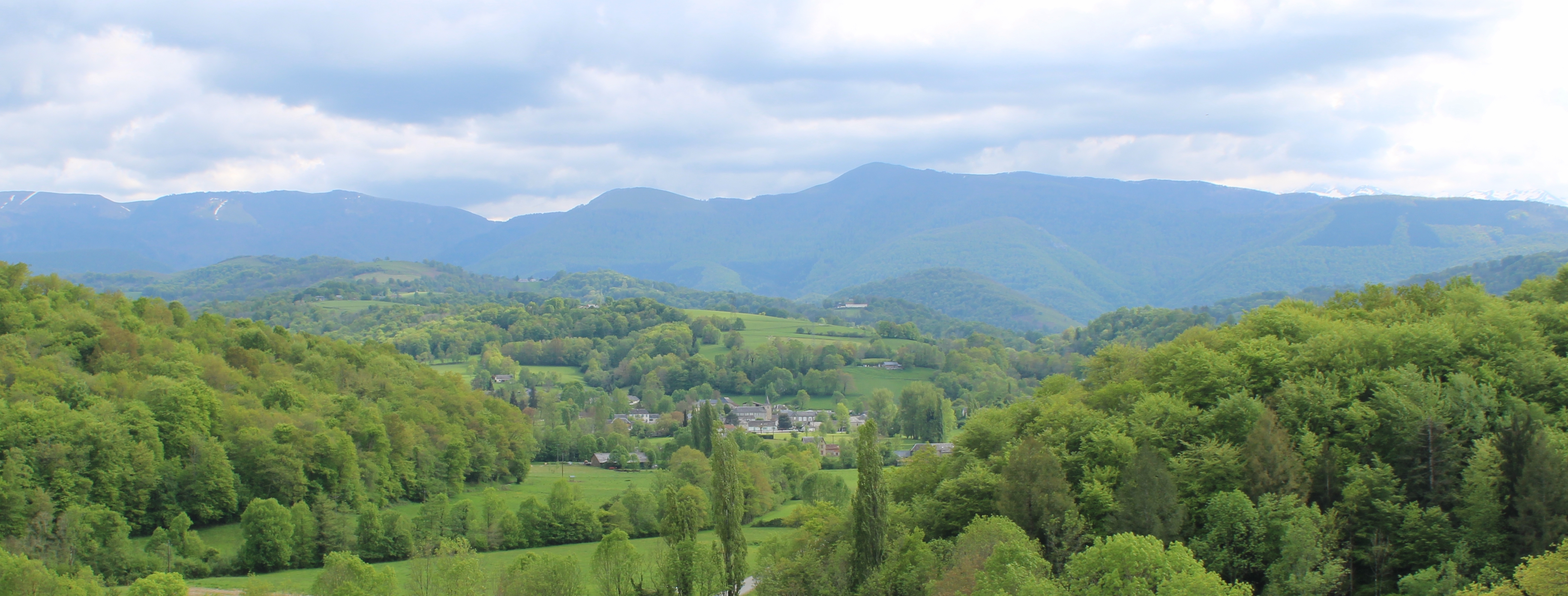
Panorama du village niché dans la vallée de l'Arros, vu depuis les hauteurs de Bonnemazon.

### Climat
Le climat qui caractérise la commune est qualifié, en 2010, de « climat océanique altéré », selon la typologie des climats de la France qui compte alors huit grands types de climats en métropole. En 2020, la commune ressort du même type de climat dans la classification établie par Météo-France, qui ne compte désormais, en première approche, que cinq grands types de climats en métropole. Il s’agit d’une zone de transition entre le climat océanique et les climats de montagne et le climat semi-continental. Les écarts de température entre hiver et été augmentent avec l'éloignement de la mer. La pluviométrie est plus faible qu'en bord de mer, sauf aux abords des reliefs.
Les paramètres climatiques qui ont permis d’établir la typologie de 2010 comportent six variables pour les températures et huit pour les précipitations, dont les valeurs correspondent à la normale 1971-2000. Les sept principales variables caractérisant la commune sont présentées dans l'encadré ci-après.
| Paramètres climatiques communaux sur la période 1971-2000 - Moyenne annuelle de température : 12,5 °C - Nombre de jours avec une température inférieure à −5 °C : 2,4 j - Nombre de jours avec une température supérieure à 30 °C : 5,4 j - Amplitude thermique annuelle : 14,2 °C - Cumuls annuels de précipitation : 994 mm - Nombre de jours de précipitation en janvier : 9,9 j - Nombre de jours de précipitation en juillet : 7,3 j |

Avec le changement climatique, ces variables ont évolué. Une étude réalisée en 2014 par la Direction générale de l'Énergie et du Climat complétée par des études régionales prévoit en effet que la  température moyenne devrait croître et la pluviométrie moyenne baisser, avec toutefois de fortes variations régionales. Ces changements peuvent être constatés sur la station météorologique de Météo-France la plus proche, « Tournay », sur la commune de Tournay, mise en service en 1970 et qui se trouve à 10 km à vol d'oiseau,, où la température moyenne annuelle est de 12,9 °C et la hauteur de précipitations de 998,7 mm pour la période 1981-2010.
Sur la station météorologique historique la plus proche, « Tarbes-Lourdes-Pyrénées », sur la commune d'Ossun, mise en service en 1946 et à 25 km, la température moyenne annuelle évolue de 12,2 °C pour la période 1971-2000, à 12,6 °C pour 1981-2010, puis à 12,9 °C pour 1991-2020.

### Milieux naturels et biodiversité
L’inventaire des zones naturelles d'intérêt écologique, faunistique et floristique (ZNIEFF) a pour objectif de réaliser une couverture des zones les plus intéressantes sur le plan écologique, essentiellement dans la perspective d’améliorer la connaissance du patrimoine naturel national et de fournir aux différents décideurs un outil d’aide à la prise en compte de l’environnement dans l’aménagement du territoire.
Une ZNIEFF de type 1 est recensée sur la commune :
le « réseau hydrographique des Baronnies » (390 ha), couvrant 35 communes du département et une ZNIEFF de type 2, : 
les « Baronnies » (20 367 ha), couvrant 43 communes du département.

## Urbanisme

### Typologie
Au 1er janvier 2024, Bourg-de-Bigorre est catégorisée commune rurale à habitat très dispersé, selon la nouvelle grille communale de densité à sept niveaux définie par l'Insee en 2022.
Elle est située hors unité urbaine et hors attraction des villes,.

### Occupation des sols
L'occupation des sols de la commune, telle qu'elle ressort de la base de données européenne d’occupation biophysique des sols Corine Land Cover (CLC), est marquée par l'importance des forêts et milieux semi-naturels (50,2 % en 2018), une proportion identique à celle de 1990 (50,2 %). La répartition détaillée en 2018 est la suivante : 
forêts (50,2 %), prairies (29 %), zones agricoles hétérogènes (20,9 %).
L'IGN met par ailleurs à disposition un outil en ligne permettant de comparer l’évolution dans le temps de l’occupation des sols de la commune (ou de territoires à des échelles différentes). Plusieurs époques sont accessibles sous forme de cartes ou photos aériennes : la carte de Cassini (XVIIIe siècle), la carte d'état-major (1820-1866) et la période actuelle (1950 à aujourd'hui).

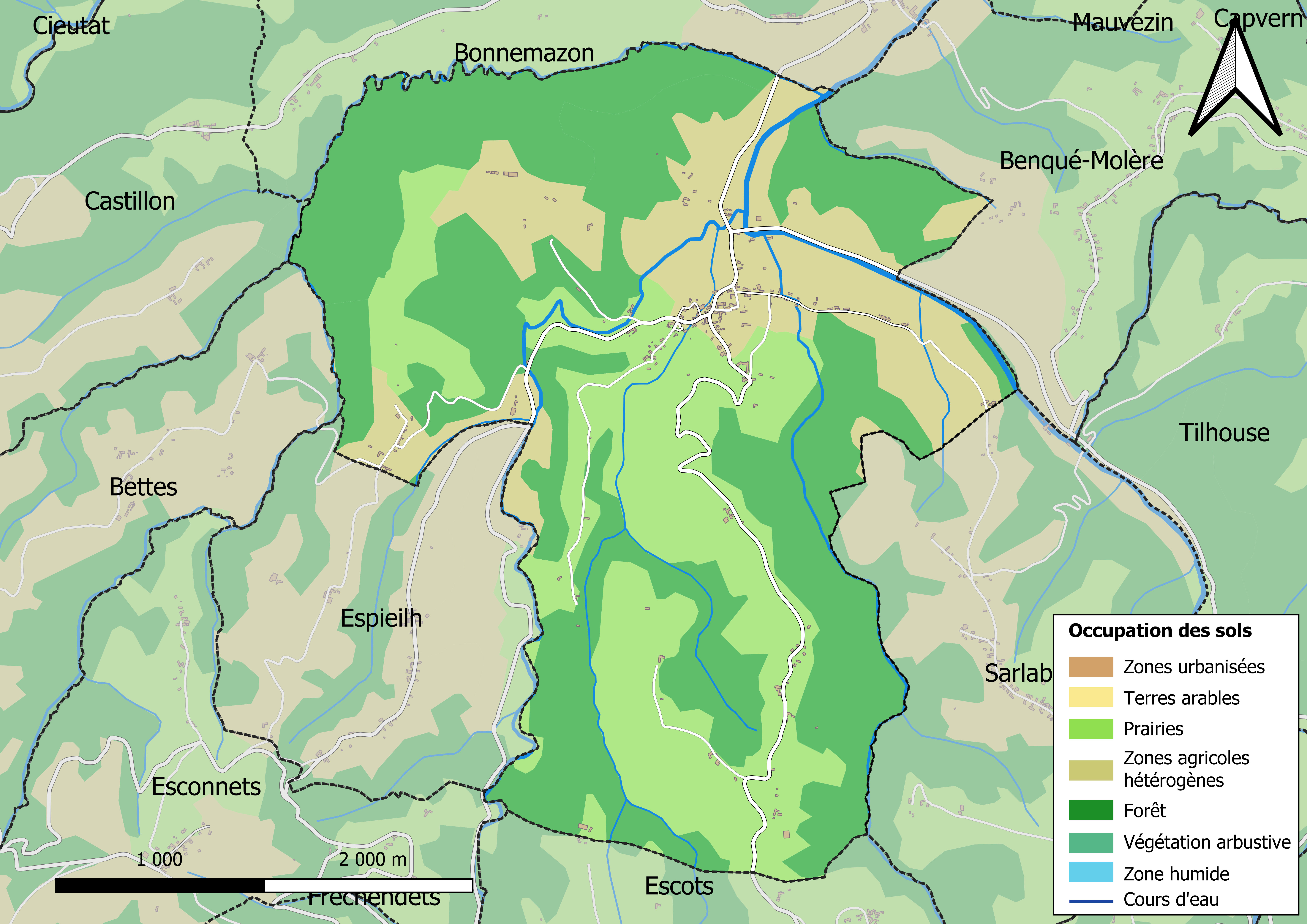
Carte des infrastructures et de l'occupation des sols en 2018 (CLC) de la commune.
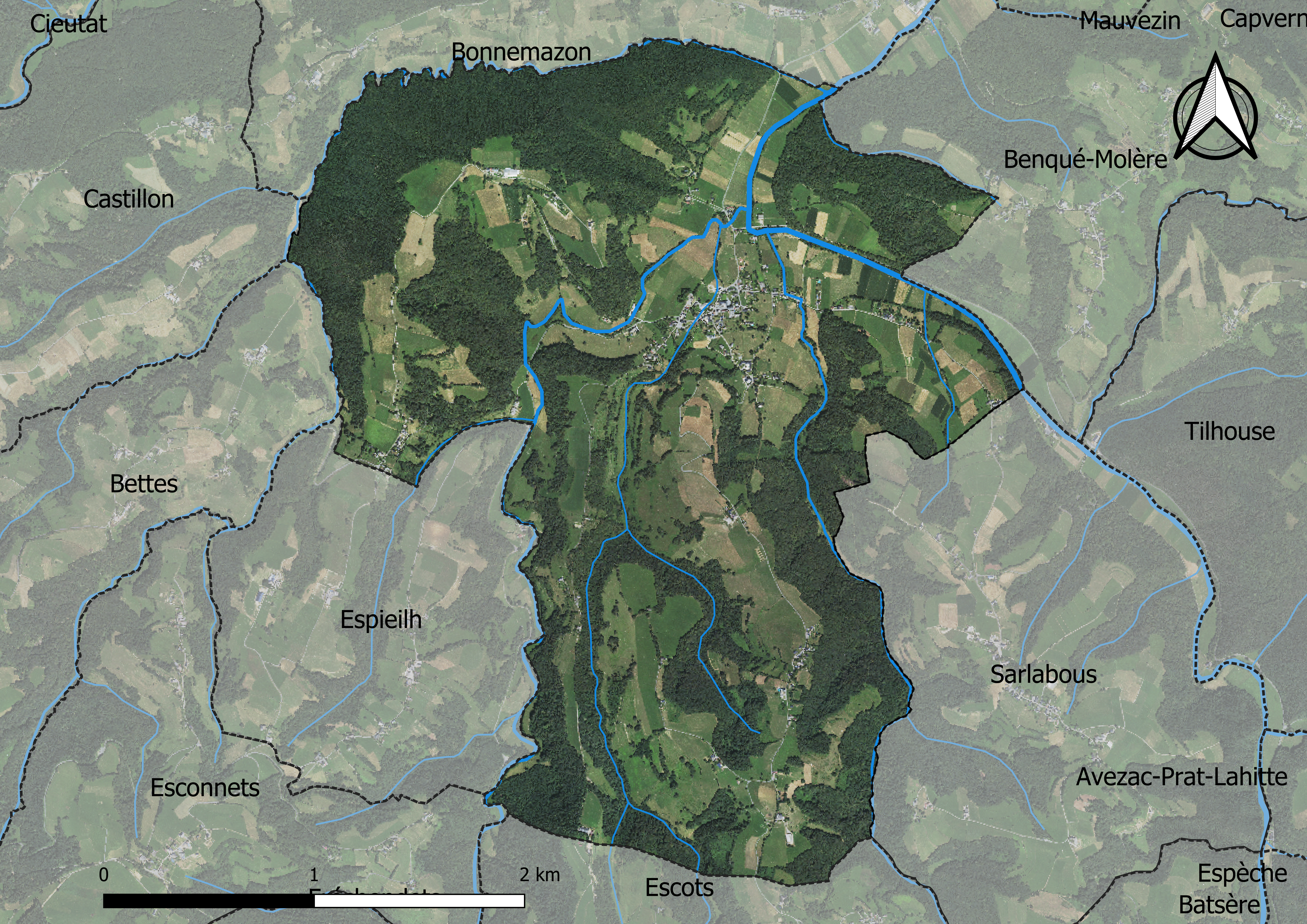
Carte orthophotogrammétrique de la commune.

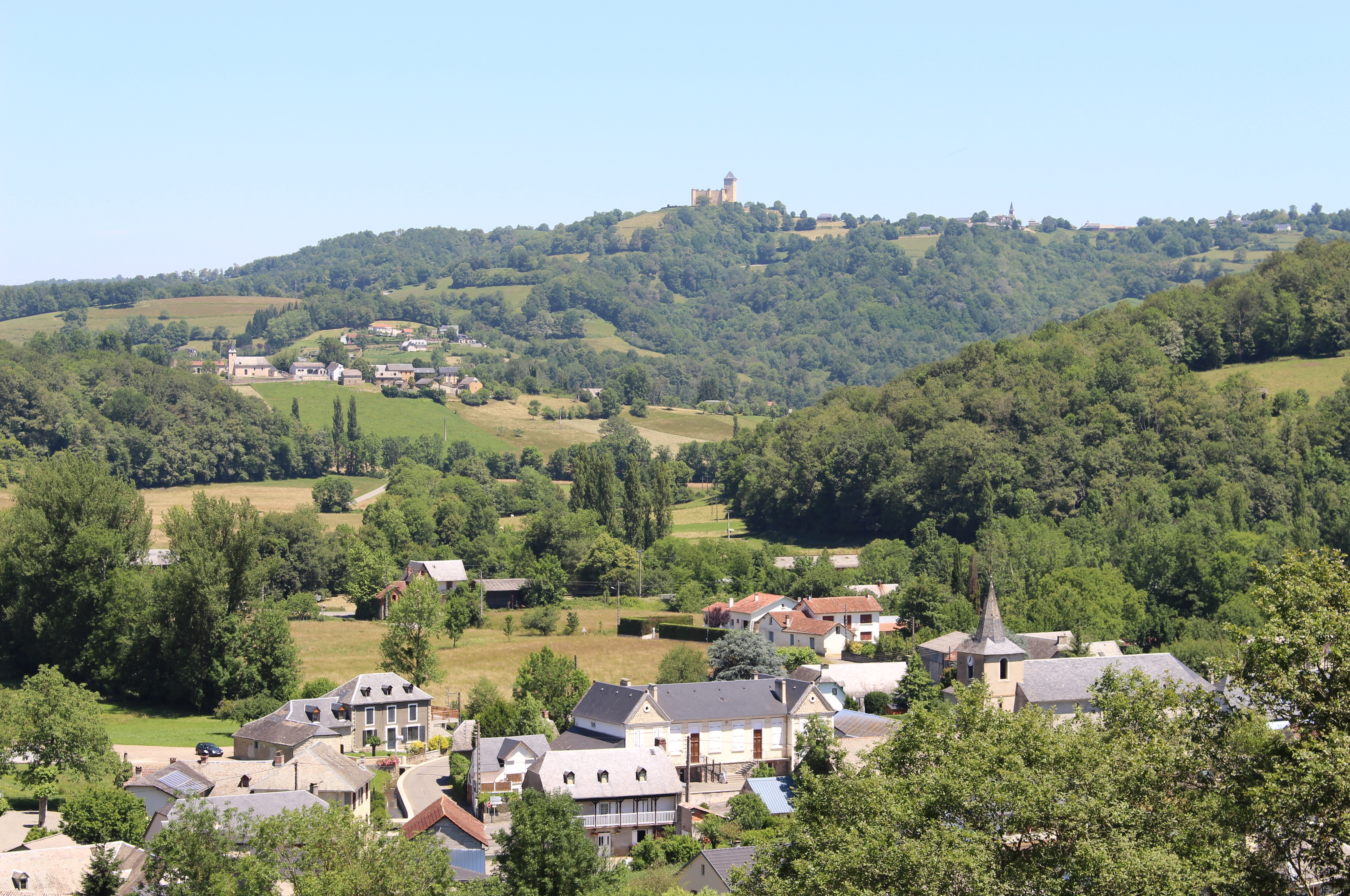
Vue en été.

### Logement
En 2012, le nombre total de logements dans la commune est de 127.

Parmi ces logements, 55,8 % sont des résidences principales, 33,2 % des résidences secondaires et 11,1 % des logements vacants.

### Voies de communication et transports
Cette commune est desservie par les routes départementales D 14, D 84 et D 326.

### Risques majeurs
Le territoire de la commune de Bourg-de-Bigorre est vulnérable à différents aléas naturels : météorologiques (tempête, orage, neige, grand froid, canicule ou sécheresse), inondations, feux de forêts, mouvements de terrains et séisme (sismicité moyenne). Un site publié par le BRGM permet d'évaluer simplement et rapidement les risques d'un bien localisé soit par son adresse soit par le numéro de sa parcelle.
Certaines parties du territoire communal sont susceptibles d’être affectées par le risque d’inondation par débordement de cours d'eau, notamment l'Arros et le Esqueda. La cartographie des zones inondables en ex-Midi-Pyrénées réalisée dans le cadre du XIe Contrat de plan État-région, visant à informer les citoyens et les décideurs sur le risque d’inondation, est accessible sur le site de la DREAL Occitanie. La commune a été reconnue en état de catastrophe naturelle au titre des dommages causés par les inondations et coulées de boue survenues en 1982, 1999, 2004, 2006, 2009 et 2018,.
Bourg-de-Bigorre est exposée au risque de feu de forêt. Un plan départemental de protection des forêts contre les incendies a été approuvé par arrêté préfectoral le 21 avril 2020 pour la période 2020-2029. Le précédent couvrait la période 2007-2017. L’emploi du feu est régi par deux types de réglementations. D’abord le code forestier et l’arrêté préfectoral du 27 octobre 2014, qui réglementent l’emploi du feu à moins de 200 m des espaces naturels combustibles sur l’ensemble du département. Ensuite celle établie dans le cadre de la lutte contre la pollution de l’air, qui interdit le brûlage des déchets verts des particuliers. L’écobuage est quant à lui réglementé dans le cadre de commissions locales d’écobuage (CLE).

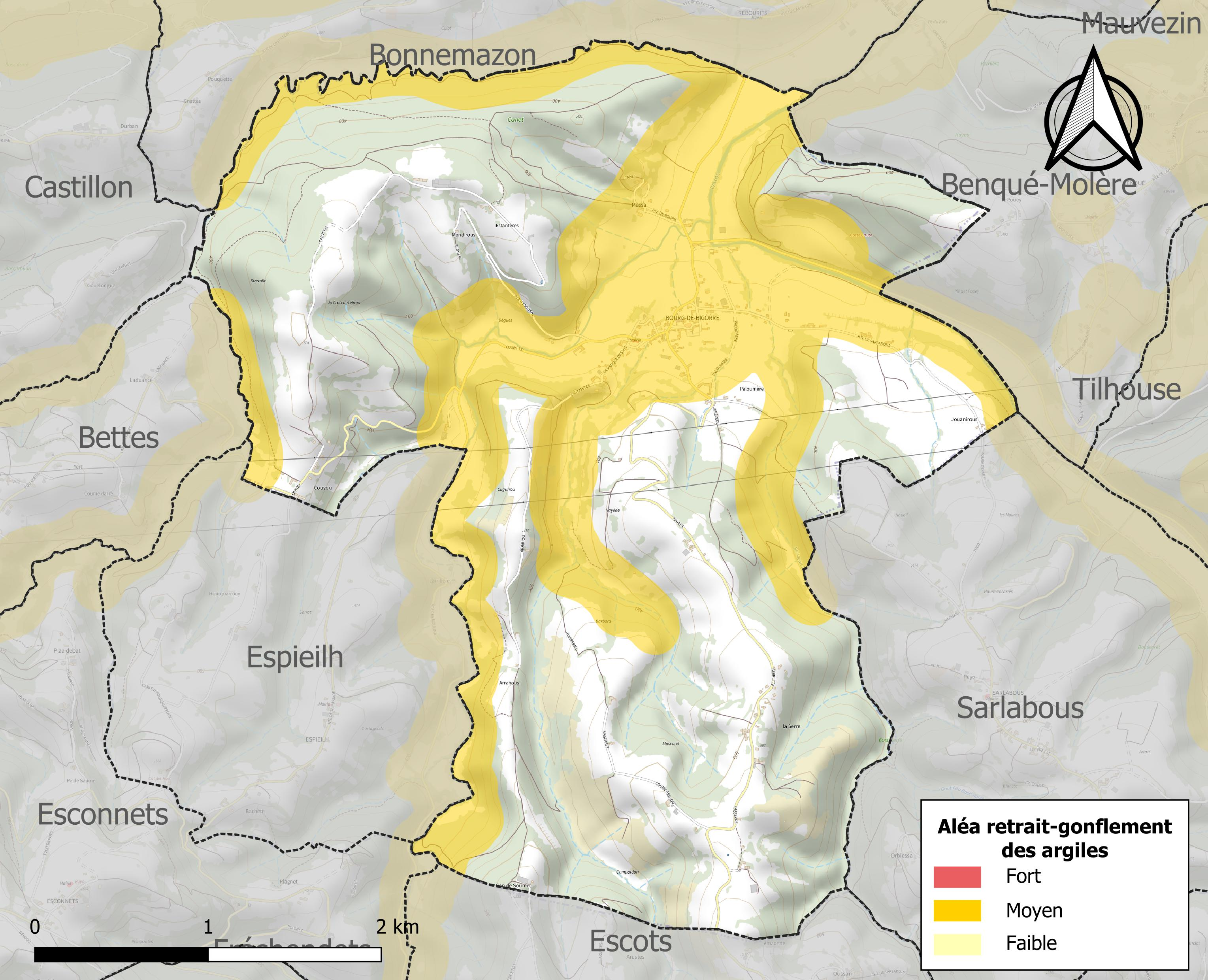
Carte des zones d'aléa retrait-gonflement des sols argileux de Bourg-de-Bigorre.

Les mouvements de terrains susceptibles de se produire sur la commune sont des tassements différentiels.
Le retrait-gonflement des sols argileux est susceptible d'engendrer des dommages importants aux bâtiments en cas d’alternance de périodes de sécheresse et de pluie. 37,1 % de la superficie communale est en aléa moyen ou fort (44,5 % au niveau départemental et 48,5 % au niveau national). Sur les 131 bâtiments dénombrés sur la commune en 2019, 83 sont en aléa moyen ou fort, soit 63 %, à comparer aux 75 % au niveau départemental et 54 % au niveau national. Une cartographie de l'exposition du territoire national au retrait gonflement des sols argileux est disponible sur le site du BRGM,.
Par ailleurs, afin de mieux appréhender le risque d’affaissement de terrain, l'inventaire national des cavités souterraines permet de localiser celles situées sur la commune.
Concernant les mouvements de terrains, la commune a été reconnue en état de catastrophe naturelle au titre des dommages causés par la sécheresse en 2003 et par des mouvements de terrain en 1999.

## Toponymie

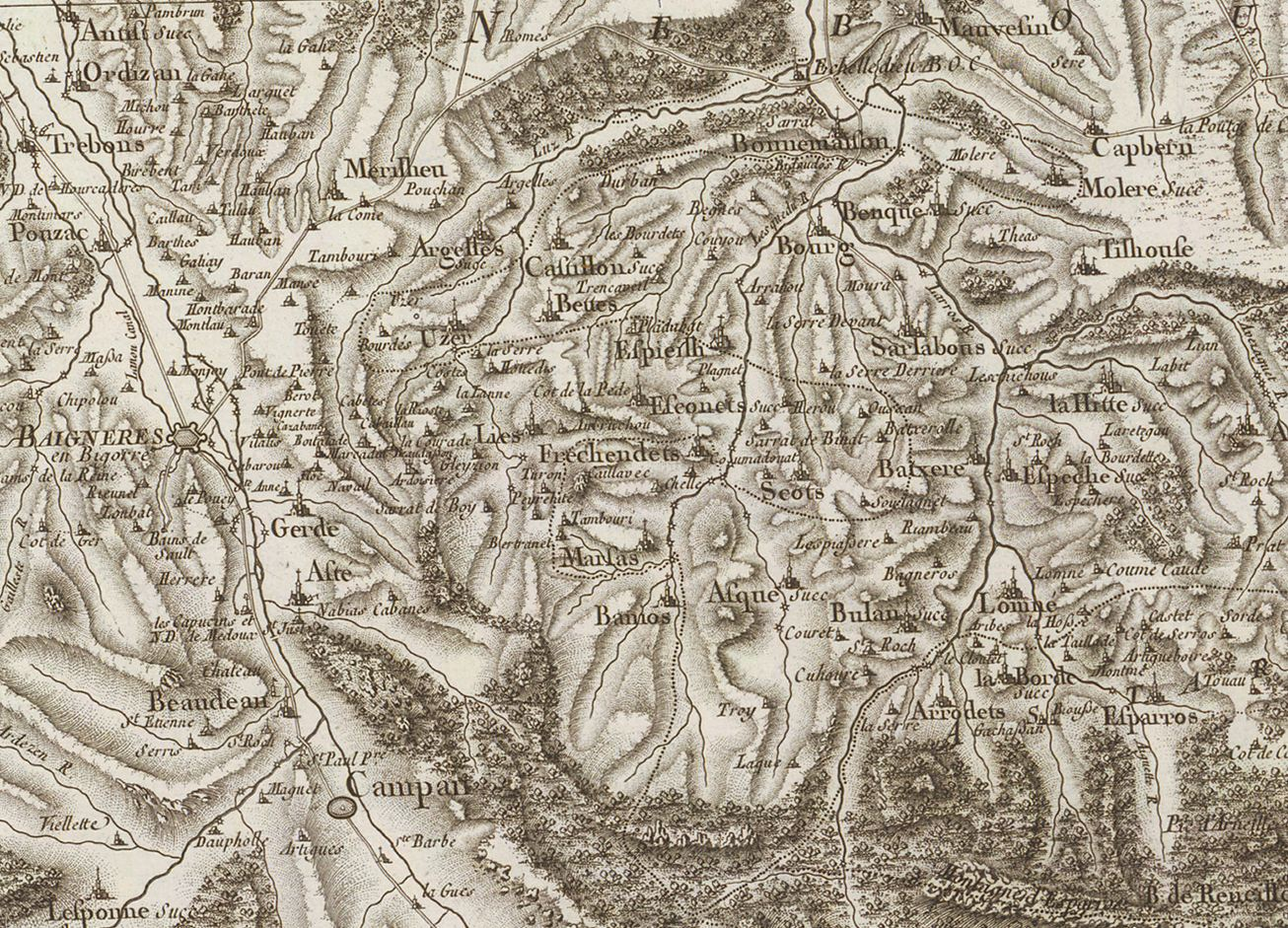
Extrait de la carte de Cassini (entre 1756 et 1789) situant Bourg-de-Bigorre.

On trouvera les principales informations dans le Dictionnaire toponymique des communes des Hautes Pyrénées de Michel Grosclaude et Jean-François Le Nail qui rapporte les dénominations historiques du village :
Dénominations historiques :
- castrum qui vocatur Borc, latin et gascon (1256, contrat mariage Esquivat) ;
- de Burgo, latin (1300, enquête Bigorre ; 1313, Debita regi Navarre) ;
- de Burgo, latin (1342, pouillé Tarbes ; 1379, procuration Tarbes) ;
- Bourq (1790, Département 1) ;
- purg (fin XVIIIe siècle, carte de Cassini) ;
- Bourg prend le nom de Bourg-de-Bigorre en 1962.

Étymologie : mot germanique passé en bas-latin burgus (= gros village), puis en occitan borc (= forteresse).
Nom occitan : Borg.

## Histoire

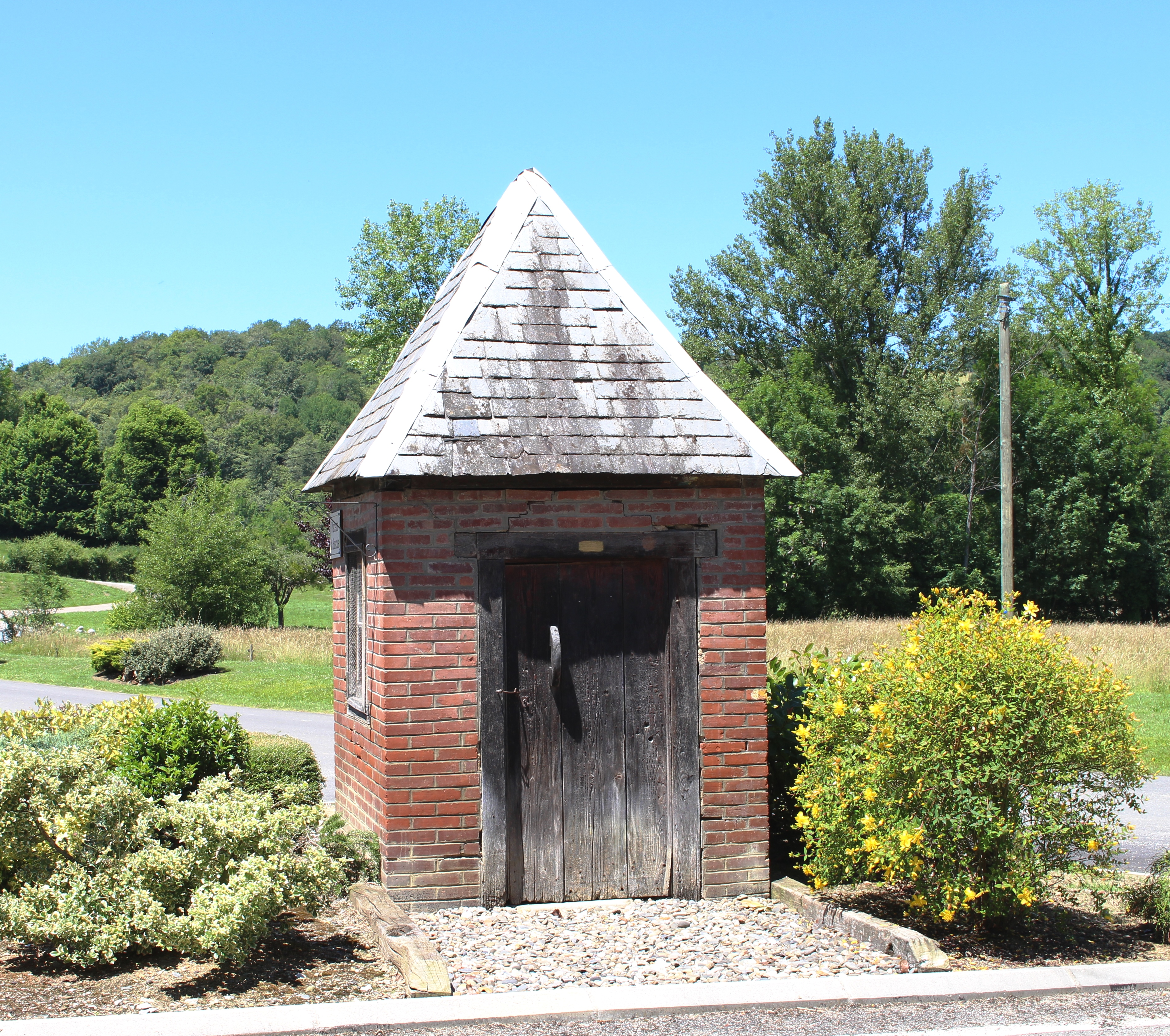
La bascule.

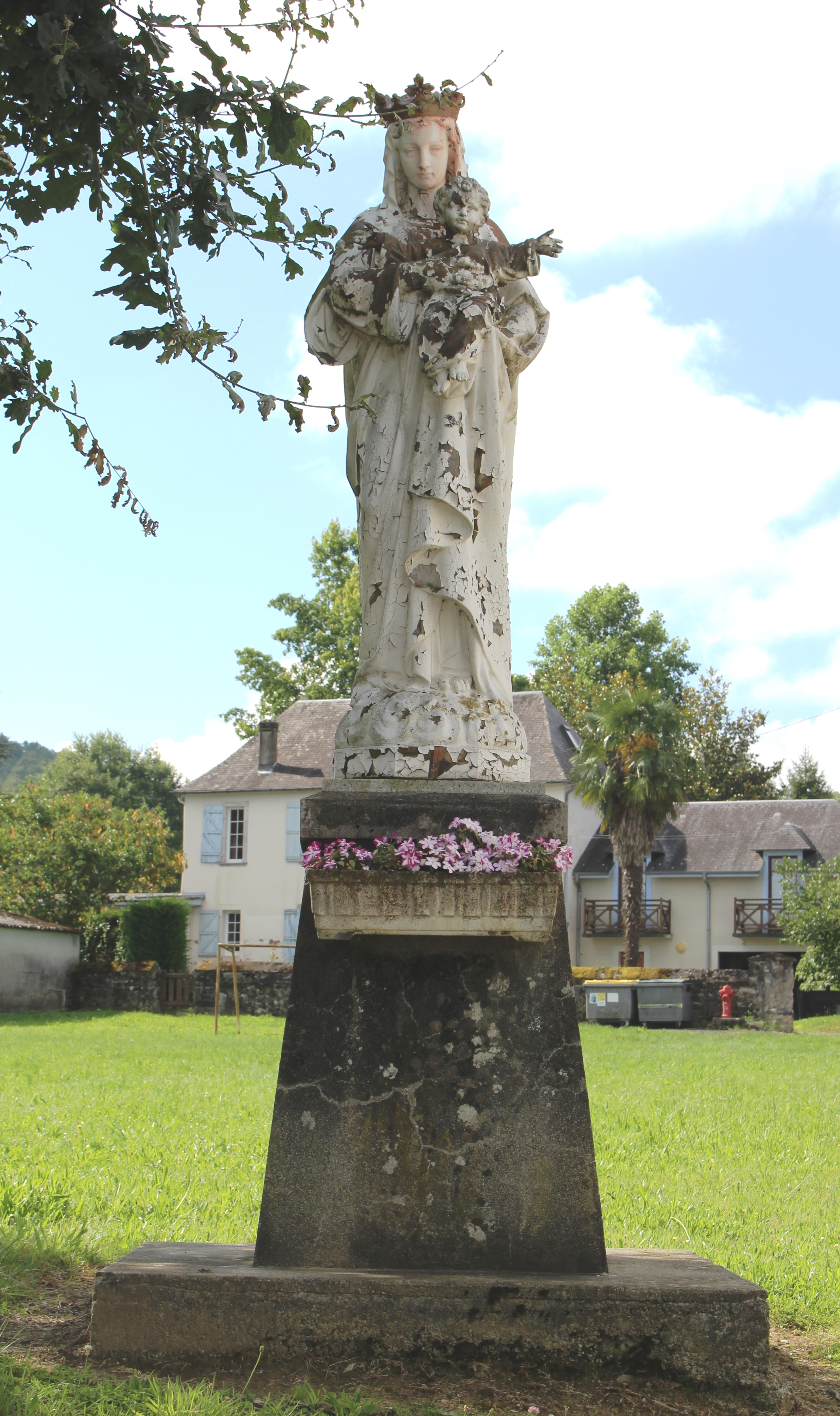
Une vierge.

La commune fut le centre du petit pays des Baronnies, chef-lieu de canton au début XIXe siècle, très active avant 1914.

### Moyen Âge
En 1442, un monastère y fut érigé par Bernard II, frère d'Odon de la Barthe, à la demande du seigneur Raymond de Bourg.

### Cadastre napoléonien de Bourg-de-Bigorre
Le plan cadastral napoléonien de Bourg-de-Bigorre est consultable sur le site des archives départementales des Hautes-Pyrénées.

## Politique et administration

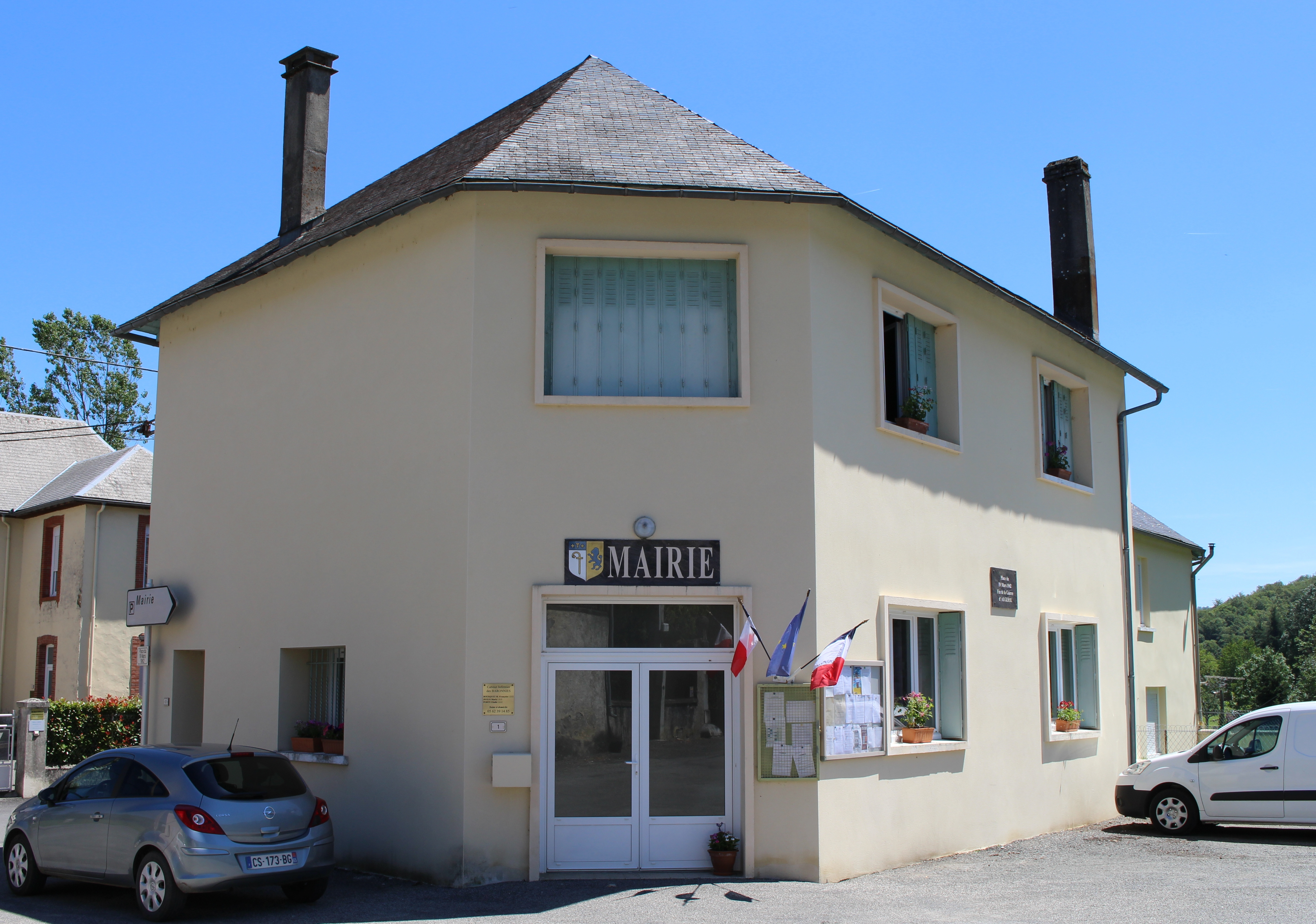
La mairie en 2016.

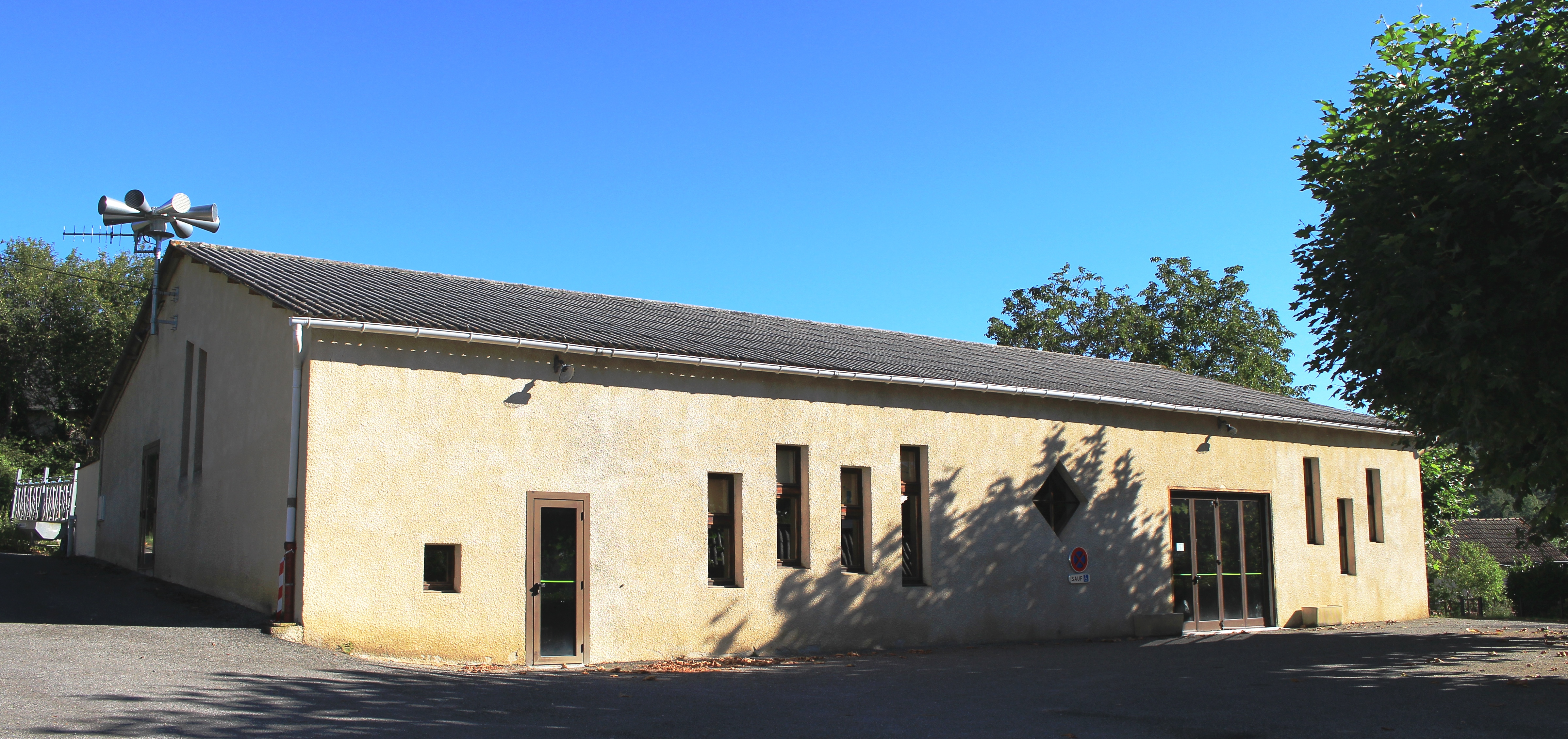
Le foyer rural en 2020

### Liste des maires
| Période                                  | Période   | Identité            | Étiquette | Qualité     |
| ---------------------------------------- | --------- | ------------------- | --------- | ----------- |
| Les données manquantes sont à compléter. |           |                     |           |             |
|                                          |           |                     |           |             |
| mars 1977                                | mars 1983 | Jean-Marie Fourcade | SE        | agriculteur |
| mars 1983                                | mars 1989 | Louis Tapie         | SE        | postier     |
| mars 1989                                | mars 2008 | Eric Fourcade       | SE        | agriculteur |
| mars 2008                                | mars 2014 | Louis Tapie         | SE        |             |
| mars 2014                                | en cours  | Régine Sarrat       | SE        |             |

### Rattachements administratifs et électoraux

#### Historique administratif

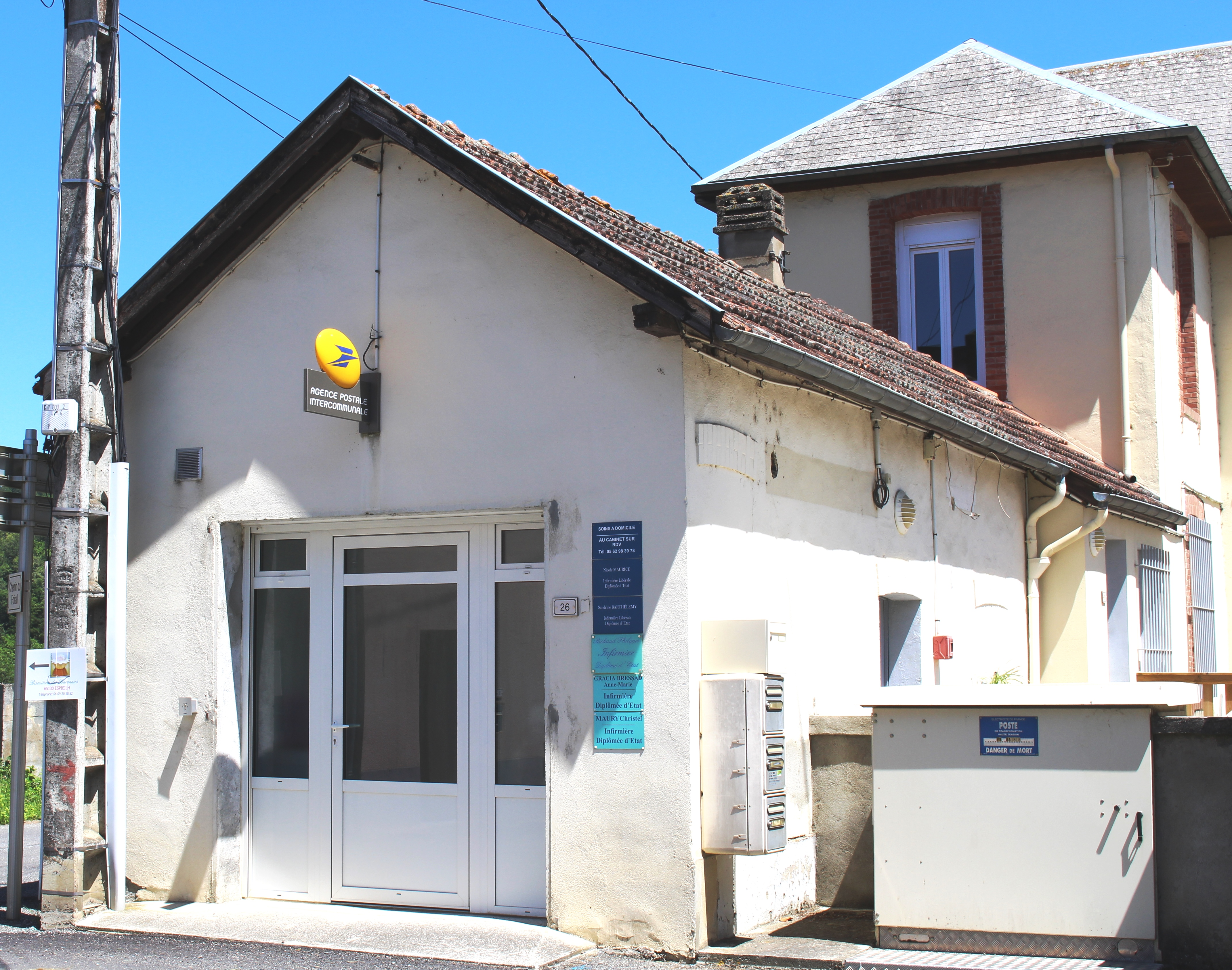
La Poste de Bourg-de-Bigorre en 2016.

Sénéchaussée de Toulouse, élection de Nébouzan, viguerie  de Mauvezin, canton de Lannemezan, de Bourg (1790), Lannemezan (depuis 1801). Bourg prend le nom de Bourg-de-Bigorre en 1962.

#### Intercommunalité
Bourg-de-Bigorre appartient à la communauté de communes du Plateau de Lannemezan Neste-Baronnies-Baïses créée en janvier 2017 et qui réunit 57 communes.

### Services publics
La commune de Bourg-de-Bigorre dispose d'une agence postale.

## Population et société

### Démographie

#### Évolution démographique

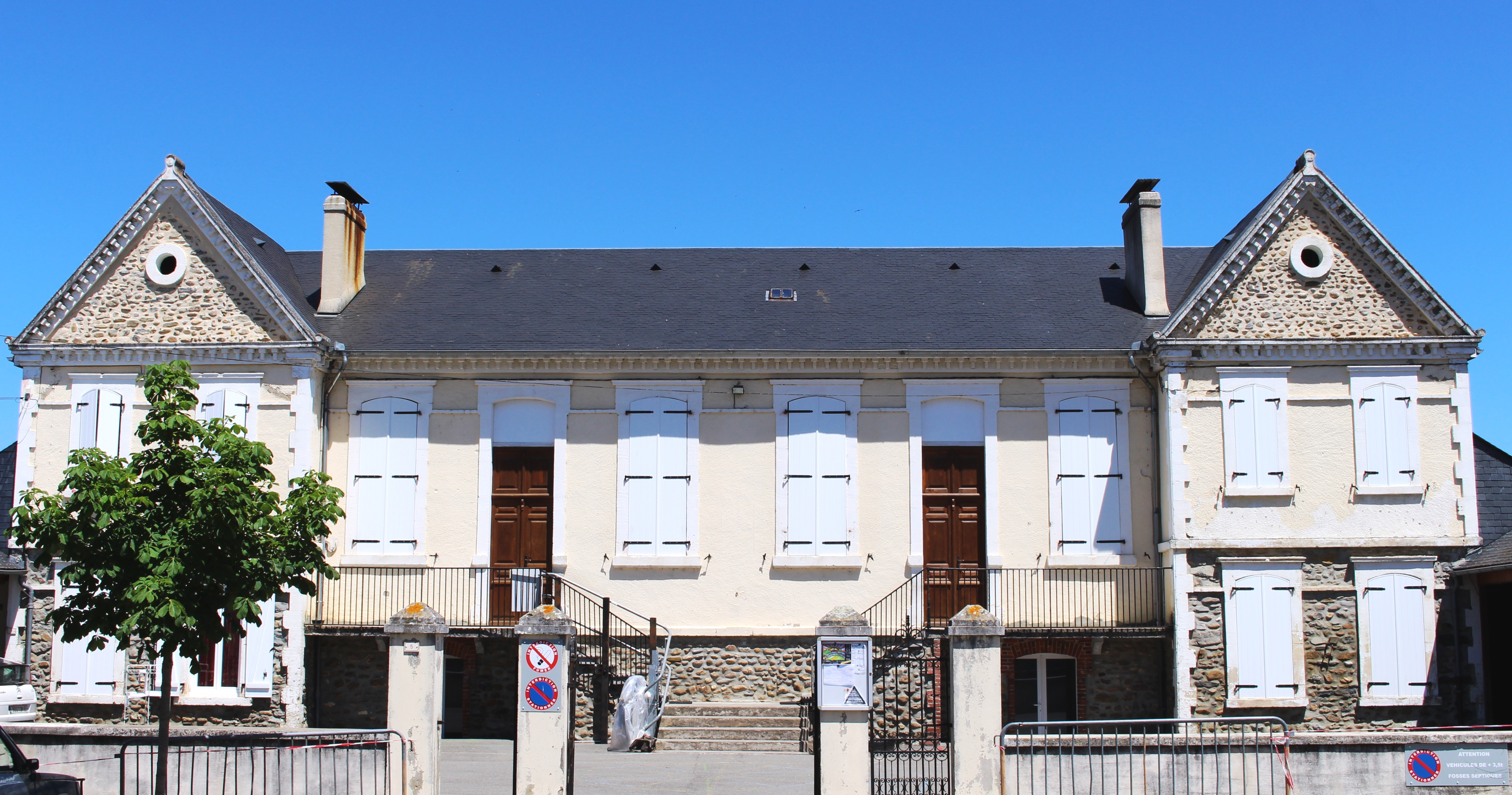
L’école primaire en 2016.

| 1793 | 1800 | 1806 | 1821 | 1831 | 1836 | 1841 | 1846 | 1851 |
| ---- | ---- | ---- | ---- | ---- | ---- | ---- | ---- | ---- |
| 549  | 511  | 589  | 684  | 801  | 765  | 726  | 743  | 749  |

| 1856 | 1861 | 1866 | 1872 | 1876 | 1881 | 1886 | 1891 | 1896 |
| ---- | ---- | ---- | ---- | ---- | ---- | ---- | ---- | ---- |
| 721  | 680  | 698  | 658  | 652  | 620  | 590  | 633  | 582  |

| 1901 | 1906 | 1911 | 1921 | 1926 | 1931 | 1936 | 1946 | 1954 |
| ---- | ---- | ---- | ---- | ---- | ---- | ---- | ---- | ---- |
| 525  | 507  | 522  | 433  | 503  | 371  | 369  | 307  | 270  |

| 1962 | 1968 | 1975 | 1982 | 1990 | 1999 | 2006 | 2011 | 2016 |
| ---- | ---- | ---- | ---- | ---- | ---- | ---- | ---- | ---- |
| 268  | 258  | 231  | 214  | 177  | 182  | 207  | 178  | 196  |

| 2021 | 2022 | - | - | - | - | - | - | - |
| ---- | ---- | - | - | - | - | - | - | - |
| 196  | 196  | - | - | - | - | - | - | - |

### Enseignement
La commune dépend de l'académie de Toulouse. Elle dispose d’une école en 2017.
- École primaire.

## Économie

### Revenus
En 2018, la commune compte 93 ménages fiscaux, regroupant 197 personnes. La médiane du revenu disponible par unité de consommation est de 18 280 € (20 420 € dans le département).

### Emploi
|                | 2008  | 2013  | 2018   |
| -------------- | ----- | ----- | ------ |
| Commune        | 6,8 % | 11 %  | 10,3 % |
| Département    | 7,7 % | 9,4 % | 9,8 %  |
| France entière | 8,3 % | 10 %  | 10 %   |

En 2018, la population âgée de 15 à 64 ans s'élève à 107 personnes, parmi lesquelles on compte 80,4 % d'actifs (70,1 % ayant un emploi et 10,3 % de chômeurs) et 19,6 % d'inactifs,. En  2018, le taux de chômage communal (au sens du recensement) des 15-64 ans est supérieur à celui du département et de la France, alors qu'en 2008 la situation était inverse.
La commune est hors attraction des villes,. Elle compte 80 emplois en 2018, contre 72 en 2013 et 57 en 2008. Le nombre d'actifs ayant un emploi résidant dans la commune est de 76, soit un indicateur de concentration d'emploi de 105,7 % et un taux d'activité parmi les 15 ans ou plus de 52,1 %.
Sur ces 76 actifs de 15 ans ou plus ayant un emploi, 22 travaillent dans la commune, soit 29 % des habitants. Pour se rendre au travail, 81,6 % des habitants utilisent un véhicule personnel ou de fonction à quatre roues, 3,9 % s'y rendent en deux-roues, à vélo ou à pied et 14,5 % n'ont pas besoin de transport (travail au domicile).

## Culture locale et patrimoine

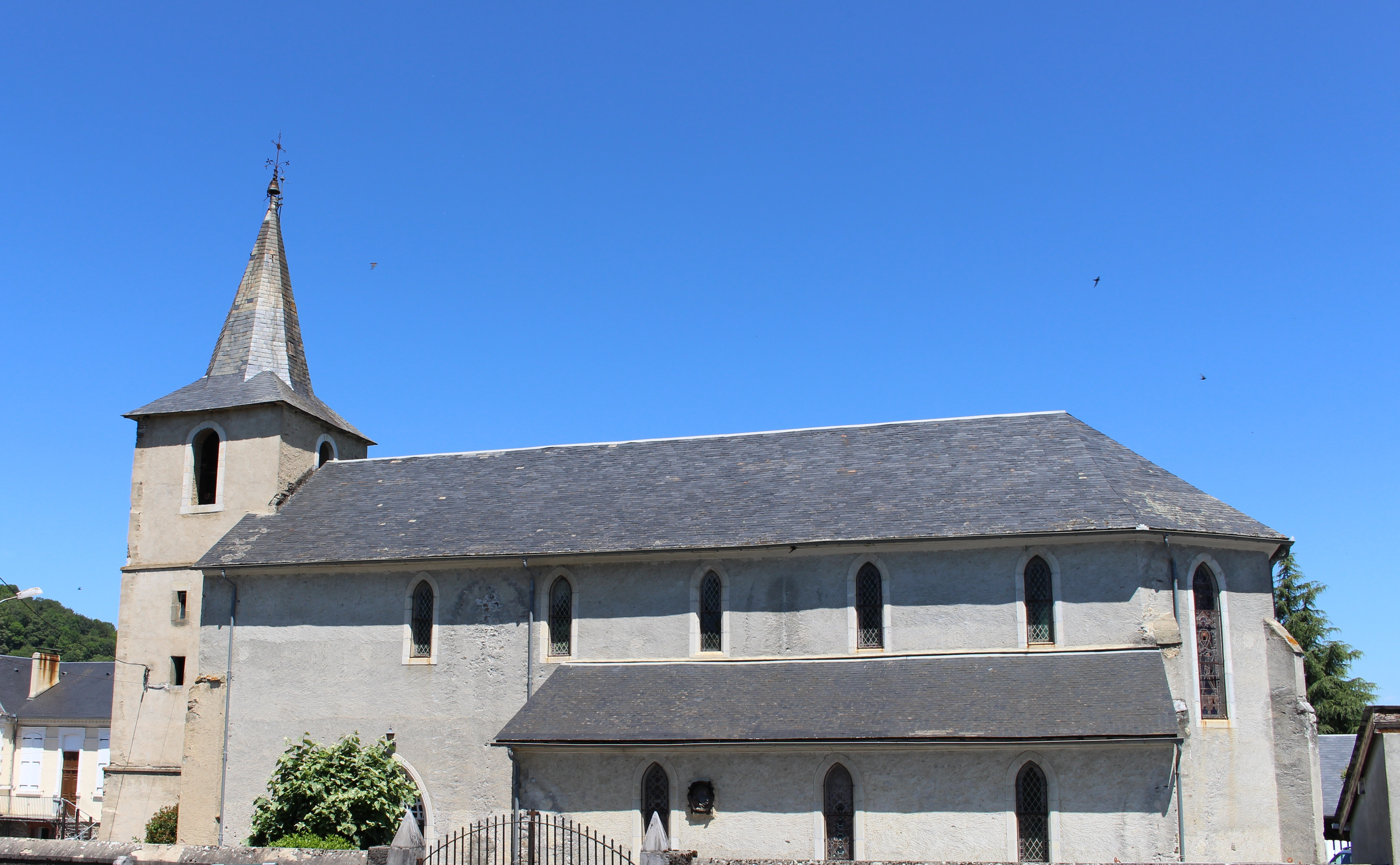
L'église Saint-Pierre en 2016.

### Lieux et monuments
- Église Saint-Pierre de Bourg-de-Bigorre, classique des XVIIe et XVIIIe siècles.

## Voir aussi

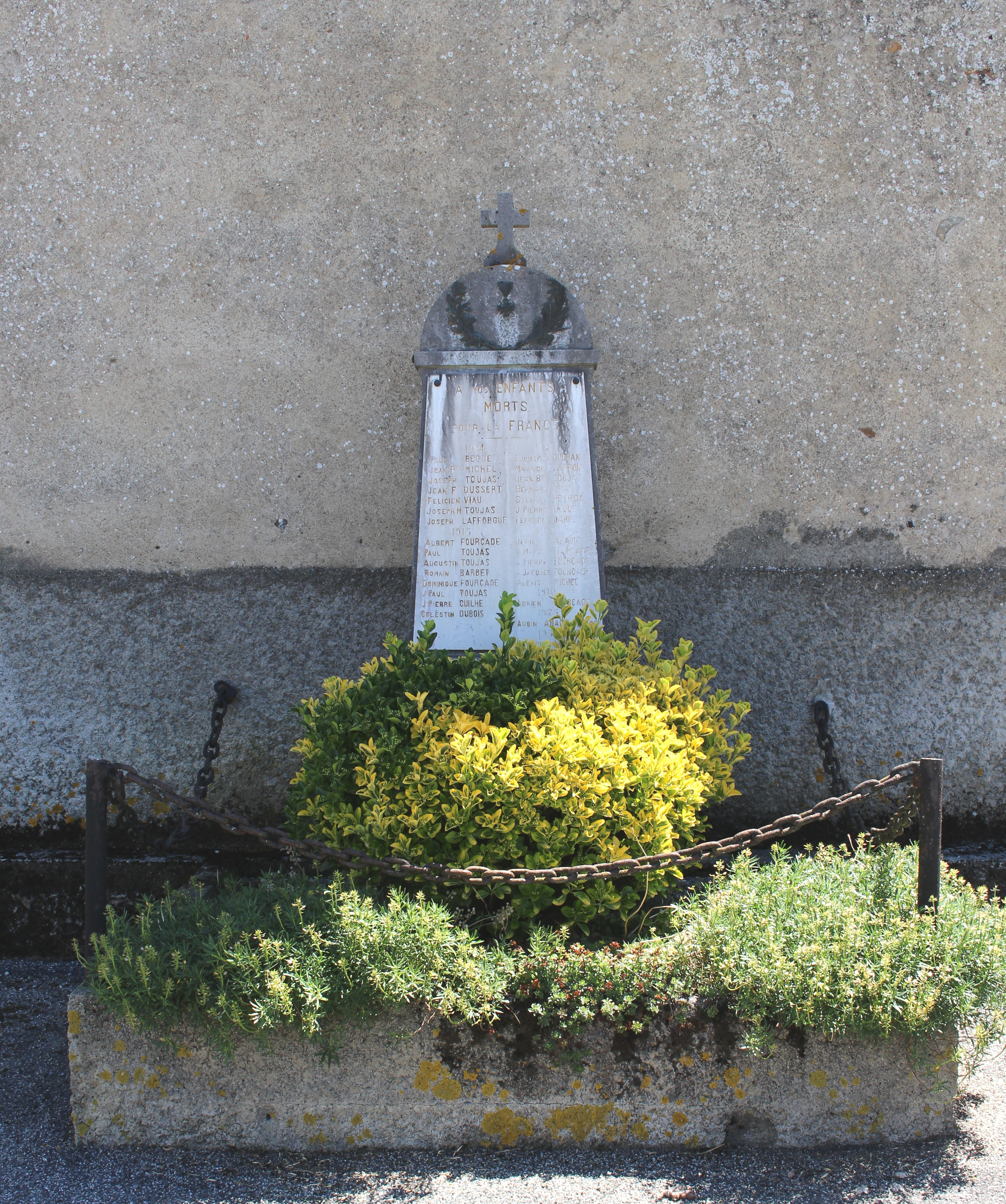
Le monument aux morts municipal.

### Héraldique
| Blason | Blasonnement : Parti d'argent à la Crosse épiscopale d'or*, au chef d'azur chargé d'un tau accosté de deux fleurs de lys, le tout du second ; et du même au lion d'azur. Commentaires : * Il y a là non-respect de la règle de contrariété des couleurs : ces armes sont fautives (superposer de l'or sur de l'argent est interdit en héraldique). |